# 噂 (曲)
「噂」(The Rumour)は、オリビア・ニュートン＝ジョンの楽曲。

## 解説
14枚目のスタジオ・アルバム『噂〜うわさ』から1枚目のシングルとしてリリースされた。エルトン・ジョンが曲を書き下ろしプロデュースも手がけた他、ピアノとコーラスも担当している。
「ウィンター・エンジェル」はアルバム未収録曲であったが、2010年に発売された『噂〜うわさ』のリマスター盤にボーナストラックとして収録されている。

## 収録曲
3" シングル
1. 噂 - 3:59
2. ウィンター・エンジェル - 3:39

## チャート
| チャート (1988年)                 | 最高位 |
| --------------------------------- | ------ |
| オーストラリア (ARIA)             | 35     |
| カナダ トップシングルス (RPM)     | 50     |
| ドイツ (GfK Entertainment charts) | 36     |
| UK シングルス (OCC)               | 85     |
| US Billboard Hot 100              | 62     |
| US Adult Contemporary (Billboard) | 33     |
| US キャッシュボックス Top 100     | 79     |